# Juan Bautista (músico)
Juan Bautista Paz Pérez, conocido como Juan Bautista ( Aldeanueva de la Vera, 6 de febrero de 1946, es un compositor, letrista y cantante español.

## Biografía
Nació en Aldeanueva de la Vera, en la provincia de Cáceres, el 6 de febrero de 1946. 
Comenzó como cantante en la década de los años 60 y grabó su primer disco en 1965. A lo largo de su carrera, Bautista ha realizado muchas canciones que han sido grandes éxitos y muy populares. Títulos como Qué guapa estás (1975), Calor (1977), Tu carta (1985) o Sólo te pido (1994) de Manolo Escobar. También Carabirubí de El Fary, Ay, que dolor de Los Chunguitos, entre otros.